# Лониу
Лониу (Lonio, Loniu, Ndroku) — австронезийский язык, на котором говорят в деревнях Лолак и Лониу южного побережья острова Лос-Негрос, непосредственно восточнее острова Манус, провинции Манус в Папуа—Новой Гвинее. Кроме своего языка, население использует языки леле и папиталаи.